# Das Goldene Blatt
Das Goldene Blatt ist eine wöchentlich erscheinende Frauenzeitschrift. Sie erscheint seit 1971 und wird von der WAZ Women Group herausgegeben. Redaktionssitz ist Ismaning bei München, Chefredakteurin ist Claudia Groß-Trybuhl.

## Inhalt und Schwerpunkte
Das Goldene Blatt wird dem Segment der „unterhaltenden Frauenzeitschriften“ zugerechnet. Die Zeitschrift beinhaltet Reportagen und Neuigkeiten aus dem Leben bekannter Personen aus Film, Fernsehen, Adel, Musik und Showgeschäft. Ein Service-Teil behandelt die Themen Kochen, Haushalt und Gesundheit. Besonderes Merkmal des Goldenen Blatts ist die sehr positive Ausrichtung und der große Romanteil.

## Zielgruppe
Die Leser des Goldenen Blatts sind vorwiegend weiblich (85 %). Das durchschnittliche Alter der Leser beträgt 64,8 Jahre.

## Auflagenstatistik
Im vierten Quartal 2014 lag die durchschnittliche verbreitete Auflage nach IVW bei 214.696 Exemplaren. Das sind 206 Exemplare pro Ausgabe weniger (−0,1 %) als im Vergleichsquartal des Vorjahres. Die Abonnentenzahl nahm innerhalb eines Jahres um 4.184 Abonnenten auf durchschnittlich 56.580 pro Ausgabe ab (−6,89 %); damit bezogen rund 26,35 % der Leser die Zeitschrift im Abo.